# Paul Emil Jacobs
Pour les articles homonymes, voir Jacobs.
Paul Emil Jacobs (né le 20 août 1802 à Gotha, mort le 6 janvier 1866 dans la même ville) est un peintre allemand.

## Biographie
Paul Emil Jacobs est le fils du philologue Friedrich Jacobs. Il fait sa formation à l'académie des beaux-arts de Munich. En 1824, il se rend à Rome. En 1836, il fait une série de tableaux historiques pour le Welfenschloss.
Il exprime sa maîtrise dans la reproduction du nu et de la modélisation dans des tableaux orientalistes. Il est aussi un portraitiste, représentant Goethe ou Karl Gottlieb Bretschneider (en).
Il peint un Calvaire du Christ monumental en 1844 pour l'église des Augustins de Gotha (de) ; il est retiré en 1939 au moment de la reconstruction de l'église, il se trouve aujourd'hui dans l'église de Hohenleuben.
Jacobs épouse Louise Jahn. Son petit-fils Emil Jacobs (de) devient bibliothécaire et dirige notamment la bibliothèque universitaire de Fribourg.